# 下毛野虫麻呂
下毛野 虫麻呂（しもつけの の むしまろ、生没年不詳）は、奈良時代前紀の貴族・文人。姓は朝臣。参議・下毛野古麻呂の近親か。官位は従五位上・式部員外少輔。

## 経歴
養老4年（720年）従五位下に叙爵する。翌養老5年（721年）呉粛胡明とともに従五位上に昇叙。さらに同月に元正天皇が官人の中から学業に優れ人々の師範たるに堪える者を選んで褒賞を与えた際、文章に優れるとして、山田三方・紀清人・楽浪河内とともに、絁15疋・絹糸15絇・麻布30端・鍬20口を与えられている。同年6月には式部員外少輔に任官している。
このほか、『経国集』に対策文が2つ収録されている。また、『懐風藻』に長屋王の邸宅で行われた新羅の客を送る宴で詠まれた漢詩作品1首（五言律詩）が序文とともに採録されているが、その目次によると官位は従五位下・大学助教で、年三十六とある。36歳で没したと見られる。

## 官歴
注記のないものは『続日本紀』による。
- 時期不詳：正六位上
- 養老4年（720年）正月11日：従五位下。秋：見大学助教[1]
- 養老5年（721年）正月5日：従五位上。正月27日：賜絁15疋・絹糸15絇・麻布30端・鍬20口。6月26日：式部員外少輔